# 光明寺駅
光明寺駅（こうみょうじえき）は、福井県吉田郡永平寺町光明寺にある、えちぜん鉄道勝山永平寺線の駅である。駅番号はE14。

## 歴史
- 1920年（大正9年）5月19日：京都電燈越前電気鉄道の永平寺駅（現在の永平寺口駅） - 轟駅間に駅開設[1][2][3][4]。
- 1942年（昭和17年）3月2日：京福電気鉄道（京福）設立に伴い[5]、同社の越前線（後の越前本線）の駅となる[4]。
- 1956年（昭和31年）6月7日：駅業務を廃止、無人化（無人駅）[6]。
- 2001年（平成13年）6月24日：列車正面衝突事故が発生（京福電気鉄道越前本線列車衝突事故）[7]。これに伴う全線運行休止により休業[6][8]。
- 2003年（平成15年）
  - 2月1日：京福がえちぜん鉄道に駅施設を譲渡[8]。同社の勝山永平寺線の駅となる[3]。
  - 10月19日：永平寺口駅 - 勝山駅間の運行再開に伴い、営業を再開[8]。

## 駅構造
単式ホーム1面1線を有する地上駅で無人駅である。ホームには壁が白く塗られた待合室がある。

## 利用状況
1日の平均乗降人員は以下の通りである。
| 乗降人員推移 | 乗降人員推移 |
| 年度         | 1日平均人数  |
| ------------ | ------------ |
| 2011年       | 49           |
| 2012年       | 43           |
| 2013年       | 43           |
| 2014年       | 42           |
| 2015年       | 39           |
| 2016年       | 33           |
| 2017年       | 24           |
| 2018年       | 28           |

## 駅周辺
駅周辺の道路は狭く、自動車でのすれ違いは困難である。
- 国道416号
- 九頭竜川
- 城山（じょやま）登山口 - 越前波多野氏の居城跡

## 隣の駅
えちぜん鉄道
■勝山永平寺線
□快速（上りのみ）
通過
■普通
下志比駅 (E13) - 光明寺駅 (E14) - 轟駅 (E15)